# Gnathoenia flavovariegata
Gnathoenia flavovariegata är en skalbaggsart som beskrevs av Stefan von Breuning 1935. Gnathoenia flavovariegata ingår i släktet Gnathoenia och familjen långhorningar.
Artens utbredningsområde är:
- Ghana.
- Sierra Leone.

Inga underarter finns listade i Catalogue of Life.